# 鋼琴女生
鋼琴女生是廖雋嘉的首張個人專輯，於2005年12月15日發行。
首波主打歌曲為“等等等等”，從填詞到作曲完全出自廖雋嘉的手筆，從中我們看到了她的創作才華，完全把鋼琴的高雅、優美與時尚流行融會在一起，並混合了classical, pop與heavymetal等音樂元素，中段的鋼琴是由自己彈奏的蕭邦練習曲，此外還特別聘用了一隊絃樂隊拉奏貝多芬的命運交響樂，更加強了震撼與感染的效果。
而在“花非花”一曲中，以中樂花非花做為主題旋律，先以較輕快的R&B點題，再切換至大家耳熟能詳的花非花，歌詞講述的是與母親之間的感情；“Hey John”則是因為2005年適逢John Lennon的25周年紀念，廖雋嘉有感他對自己的影響與對整個音樂界的震撼，便寫下這首歌做為對他的致敬與緬懷；“不要掛”用電話做為主題，以辦公室的OL小姐為對象，寫出對方來電時，卻因為某些原因無法接通的心情，歌詞富趣味，歌曲也動聽，是以爱德华·格里格的音樂做為主旋律；“對牛談情”內含少少的Rap做襯底，周杰倫似的曲風，歌詞講述的是對方不懂自己表達的情感，像是在對牛彈琴一般；“情歌因你動聽”是首抒情歌曲，由許多經典的流行歌曲串成歌詞，也是廖雋嘉本人對於感情的經驗與觀念；“大男生”則是一首Jazz曲風的歌曲，慵懶中不失感情，講述與對方之間的感情生活；“早上好”則是Bossa Nova的曲風，講述的是雖然得不到對方的愛，但仍要積極做人，早睡早起，過著正常的生活；“哭什麼”則是另一首情緒較激動的抒情歌曲，主題則是講述失戀後的心情；“哭泣的新聞”，編曲完全只有用鋼琴呈現，不但能將廖雋嘉的情緒帶出，更能表現出對不幸新聞的哀悼，是一首主打演唱者本身功力與主打歌手本身鋼琴實力的作品。

## 曲目
- 等等等等

作曲：廖雋嘉
作詞：李敏∕廖雋嘉
編曲：Johnny Yim
製作人：江港生
副製作人：Johnny Yim
Piano：廖雋嘉
Keyboard & Programming：Johnny Yim
Electric Guitars：Danny Leung
Bass：Terry Chan
弦樂：廣東交響樂團
弦樂統籌：郭錚
Backing Vocals：廖雋嘉
Tracking Engineer：利偉明∕Kls@D&M∕Kenneth Tse∕楊震
Tracking Studio：D&M Studio(HK)∕星海錄音室(GZ)
Mixing Engineer：Ray@ray.com.hk
Mixing Studio：D&M Studio(HK)
- 花非花

作曲：廖雋嘉∕黃自
作詞：廖雋嘉∕白居易
編曲：Johnny Yim
製作人：江港生
副製作人：Johnny Yim
Keyboard & Programming：Johnny Yim
Ac. Guitars：蘇德華
Electric Guitars：蘇德華
Bass：Terry Chan
弦樂：廣東交響樂團
Backing Vocals：謝思航∕唐偉強∕何宛珊∕潘楚婷∕陳欽鋒∕潘昌迅∕王琦∕周俊健
Tracking Engineer：阿銘∕Kls@D&M∕Kenneth Tse∕楊震∕盧楠
Tracking Studio：D&M Studio(HK)∕星海錄音室(GZ)∕Oasis Studio(BJ)
Mixing Engineer：Ray@ray.com.hk
Mixing Studio：D&M Studio(HK)
- Hey John

作曲：廖雋嘉
作詞：李敏∕廖雋嘉
Rap Lyrics：江港生
編曲：譚伊哲
製作人：譚伊哲∕江港生
配唱製作：陳浩
Keyboard & Programming：譚伊哲
Ac. Guitars：譚伊哲
Electric Guitars：江建民
Bass：張齡
Drums：貝貝
Rap：Miracle
Backing Vocals：張峰∕譚伊哲∕廖雋嘉
Tracking Engineer：吳波(BJ)∕Kls@D&M
Tracking Studio：EQ文化(BJ)
Mixing Engineer：Alex Y. Sok(石佑誠)
Mixing Producer：江港生
Mixing Studio：Newcastle 母帶工作室(BJ)
- 不要掛

作曲：廖雋嘉∕爱德华·格里格
作詞：廖雋嘉
編曲：Johnny Yim∕陳澤忠
製作人：江港生
Keyboard & Programming：Johnny Yim∕陳澤忠
Electric Guitars：蘇德華
Backing Vocals：廖雋嘉
Baby Vox：Macy Chan
Tracking Engineer：利偉明∕Kls@D&M
Tracking Studio：D&M Studio(HK)∕iStudio(GZ)
Mixing Engineer：Ray@ray.com.hk
Mixing Studio：D&M Studio(HK)
- 對牛談情

作曲：廖雋嘉
作詞：廖雋嘉
編曲：Johnny Yim
製作人：江港生
Keyboard & Programming：Johnny Yim
Electric Guitars：蘇德華
Backing Vocals：廖雋嘉
Tracking Engineer：利偉明∕Kls@D&M
Tracking Studio：D&M Studio(HK)
Mixing Engineer：Ray@ray.com.hk
Mixing Studio：D&M Studio(HK)
- 情歌因你動聽

作曲：廖雋嘉
作詞：廖雋嘉
編曲：Johnny Yim∕蘇德華
製作人：江港生
副製作人：Johnny Yim
Keyboard & Programming：Johnny Yim
Ac. Guitars：蘇德華
Electric Guitars：蘇德華
Bass：江港生
Backing Vocals：廖雋嘉
Tracking Engineer：利偉明∕Kls@D&M
Tracking Studio：D&M Studio(HK)
Mixing Engineer：Ray@ray.com.hk
Mixing Studio：D&M Studio(HK)
- 大男生

作曲：廖雋嘉
作詞：廖雋嘉
編曲：Johnny Yim
製作人：江港生
Keyboard：Johnny Yim
Electric Guitars：包以正
Drums：Anthony Fernades
Tracking Engineer：利偉明∕Kls@D&M
Tracking Studio：D&M Studio(HK)
Mixing Engineer：Ray@ray.com.hk
Mixing Studio：D&M Studio(HK)
- 早上好

作曲：廖雋嘉
作詞：廖雋嘉
編曲：譚伊哲
製作人：譚伊哲
配唱製作：陳浩
Keyboard & Programming：譚伊哲
Saxophone：金浩
Bass：張齡
Drums：貝貝
Backing Vocals：張峰∕廖雋嘉
Tracking Engineer：吳波(BJ)
Tracking Studio：EQ文化(BJ)
Mixing Engineer：Alex Y. Sok(石佑誠)
Mixing Producer：江港生
Mixing Studio：Newcastle 母帶工作室(BJ)
- 哭什麼

作曲：廖雋嘉
作詞：李敏∕廖雋嘉
編曲：譚伊哲
製作人：譚伊哲
配唱製作：陳浩
Keyboard & Programming：譚伊哲
Electric Guitars：馮沖
Bass：張齡
Drums：貝貝
Backing Vocals：張峰∕譚伊哲∕廖雋嘉
Tracking Engineer：吳波(BJ)
Tracking Studio：EQ文化(BJ)
Mixing Engineer：Alex Y. Sok(石佑誠)
Mixing Producer：江港生
Mixing Studio：Newcastle 母帶工作室(BJ)
- 哭泣的新聞

作曲：廖雋嘉
作詞：李敏∕廖雋嘉
編曲：廖雋嘉
製作人：江港生
Piano：廖雋嘉
Tracking Engineer：謝永昌
Tracking Studio：Q Sound Studio(HK)
Mixing Engineer：Ray@ray.com.hk
Mixing Studio：D&M Studio(HK)
- 哭泣的新聞(鋼琴版)

作曲：廖雋嘉
編曲：廖雋嘉
製作人：江港生
Piano：廖雋嘉
Tracking Engineer：謝永昌
Tracking Studio：Q Sound Studio(HK)
Mixing Engineer：Ray@ray.com.hk
Mixing Studio：D&M Studio(HK)

## DVD
- 個人資料
- 相片集
- 等等等等—琴譜
- 等等等等MV
- 花非花MV
- 我不怕輸MV